# Гыданский пролив
Гыданский пролив — пролив в Карском море Северного Ледовитого океана, отделяет остров Шокальского от полуострова Явай. Соединяет Обскую и Гыданскую губы.
Длина около 10 км. Ширина от 5 до 9 км. Мелководен. Островной берег низменный, континентальный — обрывистый (высотой до 11 м).
На побережье выделяются мысы Тюрысаля, Мадтесаля (Явай) и Южный (остров Шокальского). В пролив впадает большое число малых рек и ручьёв. В проливе находится 4 небольших острова.
Населённых пунктов на берегу пролива нет. Гыданский пролив находится в акватории Ямало-Ненецкого автономного округа.